# Johann Peyritsch
Johann Joseph Peyritsch oder Johann Josef Peyritsch (* 20. Oktober 1835 in Völkermarkt; † 14. September 1889 in Gries bei Bozen) war ein österreichischer Botaniker, Mediziner und Hochschullehrer. Sein offizielles botanisches Autorenkürzel lautet „Peyr.“

## Leben
Peyritsch besuchte die Grazer Oberrealschule sowie das Akademische Gymnasium Graz. Ab 1856 studierte er am k.k. Polytechnischen Institut in Wien Mathematik, Physik und Chemie und wechselte 1860 an die Universität Wien. Dort studierte er Medizin. Er wurde 1864 zum Dr. med. und 1866 zum Dr. chir. promoviert sowie zum Mag. obstet. graduiert. 1866 war er Marinearzt in Pula und von 1868 bis 1870 Sekundararzt am Allgemeinen Krankenhaus der Stadt Wien. Es gelang ihm in dieser Zeit der Nachweis der Trichinose beim lebenden Menschen sowie, dass Favus durch einen Pilz hervorgerufen wird.
Peyritsch ging 1870 an die Universität Halle, um sich dort unter Anton de Bary der Botanik zu widmen. Durch Eduard Fenzl wurde er 1871 als 2. Kustos an das k.k. Hof-Naturalien-Cabinet berufen. Im Wintersemester 1873/1874 habilitierte er sich an der Wiener Universität und wurde neben seiner Stellung als Kustos zugleich Privatdozent für morphologische und systematische Botanik. 1878 folgte er einem Ruf als Nachfolger von Anton Kerner Ritter von Marilaun als ordentlicher Professor der systematischen Botanik an die Universität Innsbruck.
Peyritsch verstarb überraschend in Gries bei Bozen.
Gemeinsam mit Paul Grohmann, Friedrich Simony, Edmund von Mojsisovics, Anton von Ruthner und Guido von Sommaruga (1842–1895) gehörte er zu den Gründungsmitgliedern des Österreichischen Alpenvereins (Gründungsdatum: 19. November 1862).

## Werke (Auswahl)
- mit Theodor Kotschy: Plantae Tinneanae, Sitzungsberichte der Wiener Akademie, Gerold, Wien 1867.
- Ueber einige Pilze aus der Familie der Laboulbenien, Sitzungsberichte der Wiener Akademie, Wien 1871.
- Ueber Vorkommen und Biologie der Laboulbeniaceen, Sitzungsberichte der Wiener Akademie, Wien 1875.
- Untersuchungen über die Aetiologie pelorischer Blüthenbildungen, Denkschriften der Wiener Akademie, Wien 1877.
- eber künstliche Erzeugung von gefüllten Blüthen und anderen Bildungsabweichungen, Sitzungsberichte der Wiener Akademie, Wien 1888.